# Borghetto di Vara
Borghetto di Vara (ligur nyelven O Borgheto, Er Borgheto vagy U Burghetu) település Olaszországban, Liguria régióban, La Spezia megyében. Lakosainak száma 870 fő (2023. január 1.). Borghetto di Vara Beverino, Brugnato, Carrodano, Levanto, Pignone, Rocchetta di Vara és Sesta Godano községekkel határos.

## Népesség
A település népességének változása:
| Lakosok száma | 940  | 920  | 870  |
|               | 2017 | 2018 | 2023 |